# 院庄
院庄（いんのしょう）は岡山県津山市にある地名。郵便番号は708-0014。

## 地理
吉井川の北に位置し、院庄ICが存在することもあり、周辺には商業施設が多く見られる。

### 河川
- 吉井川
- 戸島川
- 滑川

## 歴史

### 沿革
- 1872年 - 院庄村南分、院庄村北分が合併、院庄村となる。
- 1889年6月1日 - 町村制施行により、西西条郡院庄村が同郡神戸村 、戸島村と合併、院庄村となる。元の院庄村は大字院庄となり、役場が置かれる。
- 1900年4月1日 - 西西条郡が西北条郡、東南条郡、東北条郡と合併し、苫田郡となる。
- 1929年2月11日 - 院庄村が周辺の町村と合併し、市制施行し、津山市となる。

## 世帯数と人口
2021年（令和3年）1月1日現在の世帯数と人口は以下の通りである。
| 町丁 | 世帯数  | 人口    |
| ---- | ------- | ------- |
| 院庄 | 898世帯 | 1,821人 |

## 小・中学校の学区
市立小・中学校に通う場合、学区は以下の通りとなる。
| 番地 | 小学校             | 中学校               |
| ---- | ------------------ | -------------------- |
| 全域 | 津山市立院庄小学校 | 津山市立津山西中学校 |

## 交通

### 道路
高速道路
- 中国自動車道院庄IC

国道
- 国道179号
- 国道181号

都道府県道
- 岡山県道206号院庄線

鉄道路線で、JR姫新線に院庄駅があるが所在地は津山市二宮。

## 施設
- 津山市立院庄小学校
- 山陽マルナカ院庄店
- 紳士服はるやま津山院庄店
- ザグザグ院庄店
- ナンバホームセンター院庄店
- おかやまコープ院庄店
- 津山警察署院庄駐在所

## 広義の「院庄」と狭義の「院庄」
広義では町村制後の院庄村のことも院庄と呼び、津山市を大きく分けた29地区のひとつである。狭義ではここで述べた、町村制前の院庄村、いわゆる大字院庄を指す。